# ジレット (ワイオミング州)
ジレット（英: Gillette）は、アメリカ合衆国ワイオミング州の北東部キャンベル郡の都市。郡庁所在地で、唯一の市である。人口は3万3403人（2020年）で、ワイオミング州第3位の都市である。ジレットは、アメリカの石炭、石油および炭層メタンガスの開発にとって重要な地域の中心にある小さな都市である。愛称は「国のエネルギー首都」である。

## 歴史
ジレットはワイオミング州が州に昇格してから2年足らず後の1892年1月6日に自治体化された。市の名前は測量士かつ土木技師だったウェストン・ジレットに因むものだった。

## ジレット初期の回想
ワイオミング州上院議員で共和党員の故ジョン・C・オストランド（1927年-2004年）はジレットで育った。オストランドの父、アクセル・ウィリアム・オストランド（1891年-1982年）は、配管工事店の経営者であり、1952年から1954年までジレット市長を務めた。ジョン・C・オストランドの自叙伝『Quite a Life』では、ジレットでの子供時代を次のように回想している。
オストランドは一年生から始めて直ぐに二年生に進級した。住んでいたのはジレットの当初の役所だった木製2部屋の建物だった。その区画は現在第一国定銀行の駐車設備になっている。オストランドとその弟のボブは母からピアノの指導を受けた。オストランドはフレッド・アステアやジンジャー・ロジャースがいかに「映画での大流行」だったかを回想している。「彼らは、世の母親達ならばその子供達に同じような才能があればと願わせるようなダンスをした。ジレットには才能に溢れた者はいなかったが、シルビア・リップマンという婦人がタップダンスを教えていた。」オストランドの兄弟は比較的短期間のレッスンで、州知事レスリー・A・ミラーを含む観衆の前で、「ショーダンス」を演じる機会があった。
オストランドは次のように書いている。
オストランドは1941年秋にキャンベル郡高校に入学した。翌年、ジレット・アベニューと2番通り角にあるイーデルマン・ドラッグストアでアルバイトを始めた。その仕事はソーダ水を売ることや、ランチを食べに来る多くの客にサービスすることだった。このドラッグストアは元々第一州立銀行として建設された建物を使っており、銀行は1929年の株式暴落後に倒産して閉鎖されていた。「1932年、私は銀行に預けていた預金が永久に失われたことを告げられた。私の金で彼らが何をしたのか理解しかねたことを覚えている。おそらく5ドルに満たない金だったが、私が貯めたなけなしの金だった。」
1年後、オストランドはガルフ石油会社の地震計係の仕事を手に入れた。
オストランドは地震計の仕事を懐かしく回想している。
オストランドは制限時速を越えて走っているときに、道に立っていた羊を誤って殺してしまった顛末まで回想している。

## 地理と気候
ジレットは北緯44度16分58秒 西経105度30分19秒 / 北緯44.28278度 西経105.50528度に位置する。西はビッグホーン山脈、東にはブラックヒルズがあるパウダー川盆地に位置している。
アメリカ合衆国国勢調査局に拠れば、市域全面積は13.4平方マイル (34.7 km2)、このうち陸地は13.4平方マイル (34.6 km2)、水域は0.04平方マイル (0.1 km2)で水域率は0.15％である。
| ワイオミング州ジレットの気候      | ワイオミング州ジレットの気候 | ワイオミング州ジレットの気候 | ワイオミング州ジレットの気候 | ワイオミング州ジレットの気候 | ワイオミング州ジレットの気候 | ワイオミング州ジレットの気候 | ワイオミング州ジレットの気候 | ワイオミング州ジレットの気候 | ワイオミング州ジレットの気候 | ワイオミング州ジレットの気候 | ワイオミング州ジレットの気候 | ワイオミング州ジレットの気候 | ワイオミング州ジレットの気候 |
| 月                                | 1月                          | 2月                          | 3月                          | 4月                          | 5月                          | 6月                          | 7月                          | 8月                          | 9月                          | 10月                         | 11月                         | 12月                         | 年                           |
| --------------------------------- | ---------------------------- | ---------------------------- | ---------------------------- | ---------------------------- | ---------------------------- | ---------------------------- | ---------------------------- | ---------------------------- | ---------------------------- | ---------------------------- | ---------------------------- | ---------------------------- | ---------------------------- |
| 最高気温記録 °C （°F）            | 19 (67)                      | 21 (70)                      | 27 (80)                      | 31 (88)                      | 35 (95)                      | 40 (104)                     | 42 (107)                     | 41 (106)                     | 39 (102)                     | 32 (89)                      | 24 (75)                      | 21 (69)                      | 42 (107)                     |
| 平均最高気温 °C （°F）            | −0.6 (30.9)                  | 2.6 (36.6)                   | 7.3 (45.2)                   | 12.6 (54.7)                  | 18.1 (64.5)                  | 24.4 (76.0)                  | 29.2 (84.5)                  | 28.6 (83.5)                  | 22.1 (71.8)                  | 14.8 (58.7)                  | 5.6 (42.1)                   | 0.5 (32.9)                   | 13.77 (56.78)                |
| 日平均気温 °C （°F）              | −6.4 (20.5)                  | −3.5 (25.7)                  | 0.8 (33.4)                   | 5.5 (41.9)                   | 10.8 (51.5)                  | 16.6 (61.9)                  | 20.7 (69.3)                  | 20.2 (68.4)                  | 14.2 (57.5)                  | 7.6 (45.6)                   | −0.4 (31.2)                  | −5.3 (22.5)                  | 6.73 (44.12)                 |
| 平均最低気温 °C （°F）            | −12.2 (10.0)                 | −9.6 (14.8)                  | −5.8 (21.5)                  | −1.6 (29.1)                  | 3.6 (38.4)                   | 8.7 (47.7)                   | 12.3 (54.1)                  | 11.8 (53.3)                  | 6.2 (43.2)                   | 0.2 (32.4)                   | −6.5 (20.3)                  | −11.1 (12.1)                 | −0.33 (31.41)                |
| 最低気温記録 °C （°F）            | −38 (−36)                    | −40 (−40)                    | −31 (−23)                    | −24 (−12)                    | −12 (11)                     | −2 (28)                      | 2 (35)                       | 0 (32)                       | −12 (10)                     | −24 (−12)                    | −32 (−26)                    | −38 (−37)                    | −40 (−40)                    |
| 降水量 mm （inch）                | 14.2 (0.56)                  | 13.7 (0.54)                  | 25.4 (1.00)                  | 50 (1.97)                    | 74.9 (2.95)                  | 67.1 (2.64)                  | 45.2 (1.78)                  | 33.8 (1.33)                  | 36.3 (1.43)                  | 39.9 (1.57)                  | 17.8 (0.70)                  | 17 (0.67)                    | 435.3 (17.14)                |
| 出典1：NOAA (平年値 1971–2000)    |                              |                              |                              |                              |                              |                              |                              |                              |                              |                              |                              |                              |                              |
| 出典2：The Weather Channel (極値) |                              |                              |                              |                              |                              |                              |                              |                              |                              |                              |                              |                              |                              |

## 人口動態
以下は2000年の国勢調査による人口統計データである。
| 基礎データ - 人口: 19,646人 - 世帯数: 7,390世帯 - 家族数: 5,113家族 - 人口密度: 567.4人/km2（1469.5人/mi2） - 住居数: 7,931軒 - 住居密度: 229.0軒/km2（593.2軒/mi2） 人種別人口構成 - 白人: 95.50% - アフリカン・アメリカン: 0.20% - ネイティブ・アメリカン: 0.96% - アジア人: 0.42% - 太平洋諸島系: 0.10% - その他の人種: 1.31% - 混血: 1.51% - ヒスパニック・ラテン系: 3.94% 年齢別人口構成 - 18歳未満: 25.9% - 18-24歳: 10.5% - 25-44歳: 27.7% - 45-64歳: 22.3% - 65歳以上: 13.6% - 年齢の中央値: 36歳 - 性比（女性100人あたり男性の人口） - 総人口: 95.0 - 18歳以上: 91.6 | 世帯と家族（対世帯数） - 18歳未満の子供がいる: 41.2% - 結婚・同居している夫婦: 53.4% - 未婚・離婚・死別女性が世帯主: 10.8% - 非家族世帯: 30.8% - 単身世帯: 24.0% - 65歳以上の老人1人暮らし: 4.9% - 平均構成人数 - 世帯: 2.62人 - 家族: 3.12人 収入と家計 - 収入の中央値 - 世帯: 46,521 米ドル - 家族: 52,383米ドル - 性別 - 男性: 41,131米ドル - 女性: 22,717米ドル - 人口1人あたり収入: 19,749米ドル - 貧困線以下 - 対人口: 7.9% - 対家族数: 5.7% - 18歳未満: 6.2% - 65歳以上: 14.1% |

## メディア
ジレットの日刊紙は、1904年に創刊し、アン・ケネディ・ターナーが発行する「ジレット・ニューズレコード」であり、キャンベル郡全体に配布されている。ラジオ局はAMが1局、FMが6局ある。テレビは4局視聴でき、全国ネットワークの放送が流れている。

## 特殊施設
ジレットには、座標北緯44°00'11"、西経105°37'24" 地点にLORAN-Cの電波塔がある。高さ213.36 mで、支線で支えられており、ワイオミング州では最も高い構造物になっている。
ジレット・キャンベル郡空港にはグレイトレイクス航空、ユナイテッド航空およびスカイウエスト航空が就航している。これらの航空会社によりデンバー、ソルトレイクシティおよびビリングス (モンタナ州)のハブ空港まで1日10便が運行されている。
観客席数9,000の競技場、ワイオミング・センターは市の東、カム・プレックスにあり、2008年に完成した。

## 教育
ジレット市の公共教育はキャンベル郡第一教育学区が管轄している。市内にはキャンベル郡高校がある。2年制のジレット・カレッジはワイオミング州北部コミュニティ・カレッジ地区の一部になっている。

## 著名なジレット出身者
- ジョン・チック - NFLアメリカンフットボールの選手、サスカチュワン・ラフライダーズ、インディアナポリス・コルツ
- アリシア・クレイグ - 長距離走者
- マイク・エンジ - ワイオミング州選出アメリカ合衆国上院議員
- ジョー・クリフォード・ファウスト - 著作家
- クリント・オルデンバーグ - NFLアメリカンフットボールの選手、デンバー・ブロンコス
- ジョン・C・オストランド - ワイオミング州上院議員